# Clayton Bourne
Pour les articles homonymes, voir Bourne.
Clayton Bourne né à Atlin (Colombie-Britannique) le 25 avril 1904 et mort le 31 décembre 1986 à Montréal est un nageur canadien ayant participé aux Jeux olympiques de 1924 à Paris.

## Biographie
Il nage pour la Montréal Amateur Athletic Association.
En 1923, il remporte quatre titres nationaux : 50, 100 et 220 yards ainsi que le relais mixte. En février 1924, il établit le record canadien du relais 4X200 yards, en compagnie de George Vernot. Il détient aussi le record canadien du 50 yards.
Aux qualifications olympiques pour les Jeux olympiques de 1924, il remporte le 100 yards en 59' 20.
Aux Jeux olympiques de 1924, il est engagé sur le 100 mètres nage libre masculin. Il remporte sa série en 1 min 6 s 20 et est qualifié en demi-finale. Là, face aux frères Kahanamoku, qui nagent 5 secondes plus vite que son 1 min 6 s, il ne peut rien et n'entre pas en finale. Il est forfait sur le 400 mètres nage libre masculin.